# チャールズ・オリベイラ
- チャールズ・オリヴェイラ
- シャーウス・オリベイラ
- シャーウス・オリヴェイラ
- シャールズ・オリベイラ
- シャールズ・オリヴェイラ

チャールズ・オリベイラ（Charles Oliveira、1989年10月17日 - ）は、ブラジルの男性総合格闘家。サンパウロ州グアルジャ出身。シュートボクセ・アカデミー所属。元UFC世界ライト級王者。UFC世界ライト級ランキング4位。UFCパウンド・フォー・パウンド・ランキング15位。

## 来歴
サンパウロ州グアルジャのファヴェーラ（貧民街）で生まれ育つ。幼少期はサッカーをやっていたが、7歳の時に心雑音とリウマチ熱を発症し、歩行困難などの症状が出たため、医師から対麻痺になる可能性があると宣告されサッカーをやめるように言われた。しかし、治療を受け時間の経過とともに徐々に回復すると、12歳の頃に、知人からの誘いでブラジリアン柔術を低所得者へ向けた社会的プログラムの一環として無料のクラスを開講していた道場で始める。オリベイラ一家は貧しい生活を送っていたが、家族は路上でスナックや段ボールを売ってオリベイラの格闘技活動を支えた。
2008年、プロ総合格闘技デビュー。
2010年、ジョルジ・パチーユ・マカコとエリクソン・カルドソからブラジリアン柔術の黒帯を授与された。

### UFC
2010年8月1日、UFC初出場となったUFC Live: Jones vs. Matyushenkoでダレン・エルキンスと対戦し、開始41秒に腕ひしぎ十字固めで一本勝ち。サブミッション・オブ・ザ・ナイトを受賞した。
2010年9月15日、UFC Fight Night: Marquardt vs. Palharesでエフレイン・エスクデロと対戦し、リアネイキドチョークで3R一本勝ち。2試合連続のサブミッション・オブ・ザ・ナイトを受賞した。
2010年12月11日、UFC 124でジム・ミラーと対戦し、膝十字固めで1R一本負け。キャリア15戦目で初黒星となった。
2011年6月26日、UFC Live: Kongo vs. Barryでニック・レンツと対戦し、リアネイキドチョークで2R一本勝ちを収めたが、チョークを極める前にオリベイラが反則である片膝をついた相手への膝蹴りを放っていたため、後に裁定がノーコンテストへ変更された。ファイト・オブ・ザ・ナイトを受賞した。
2012年1月28日、フェザー級転向初戦となったUFC on FOX 2でエリック・ワイズリーと対戦し、非常に珍しいサブミッションであるカーフスライサーで1R一本勝ち。サブミッション・オブ・ザ・ナイトを受賞した。
2013年7月6日、UFC 162でフェザー級ランキング3位の元UFC世界ライト級王者フランク・エドガーと対戦し、0-3の判定負け。敗れはしたものの、ファイト・オブ・ザ・ナイトを受賞した。
2014年2月15日、UFC Fight Night: Machida vs. Mousasiでアンディ・オーグルと対戦し、三角絞めで3R一本勝ち。パフォーマンス・オブ・ザ・ナイトを受賞した。
2014年6月28日、UFC Fight Night: Te Huna vs. Marquardtで日沖発と対戦し、モディファイド・アナコンダで2R一本勝ち。パフォーマンス・オブ・ザ・ナイトを受賞した。
2014年12月12日、The Ultimate Fighter 20 Finaleでフェザー級ランキング10位のジェレミー・スティーブンスと対戦し、3-0の判定勝ち。
2015年5月30日、UFC Fight Night: Condit vs. Alvesでフェザー級ランキング9位のニック・レンツと約4年ぶりに再戦し、ギロチンチョークで3R一本勝ち。ファイト・オブ・ザ・ナイトとパフォーマンス・オブ・ザ・ナイトを同時受賞した。
2015年8月23日、UFC Fight Night: Holloway vs. Oliveiraでフェザー級ランキング5位のマックス・ホロウェイと対戦し、ホロウェイにテイクダウンを防がれた際に食道を負傷し1RTKO負け。
2016年8月27日、UFC on FOX 21で元UFC世界ライト級王者のアンソニー・ペティスと対戦し、激しいスクランブル合戦を繰り広げたが、ギロチンチョークで3R一本負け。
2016年11月5日、UFC Fight Night: dos Anjos vs. Fergusonでフェザー級ランキング4位のリカルド・ラマスと対戦し、ギロチンチョークで2R一本負け。
2017年4月8日、UFC 210で元Bellator世界ライト級王者のウィル・ブルックスと対戦し、リアネイキドチョークで1R一本勝ち。パフォーマンス・オブ・ザ・ナイトを受賞した。
2018年、打撃を強化するためマカコ・ゴールド・チームからシュートボクセ・アカデミーに移籍した。
2018年6月9日、UFC 225でクレイ・グイダと対戦し、ギロチンチョークで1R一本勝ち。パフォーマンス・オブ・ザ・ナイトを受賞した。
2018年9月22日、UFC Fight Night: Santos vs. Andersでクリストス・ジアゴスと対戦し、リアネイキドチョークで2R一本勝ち。パフォーマンス・オブ・ザ・ナイトを受賞した。この一本勝ちで、オリベイラはホイス・グレイシーを抜いてUFC史上最多一本勝利記録（11勝）を更新した。
2018年12月15日、UFC on FOX 31でジム・ミラーと約8年ぶりに再戦し、リアネイキドチョークで1R一本勝ち。パフォーマンス・オブ・ザ・ナイトを受賞し、リベンジを果たした。
2019年2月2日、UFC Fight Night: Assunção vs. Moraes 2でデビッド・テイマーと対戦し、アナコンダチョークで2R一本勝ち。4試合連続のパフォーマンス・オブ・ザ・ナイトを受賞した。
2019年5月18日、UFC Fight Night: dos Anjos vs. Leeでニック・レンツとラバーマッチを行い、右ミドルキックをキャッチし右ストレートでダウンを奪い、パウンドで2RTKO勝ち。
2019年11月16日、UFC Fight Night: Błachowicz vs. Jacaréでジャレッド・ゴードンと対戦し、カウンターの右フックでぐらつかせたところに右アッパーで追撃して1RKO勝ち。パフォーマンス・オブ・ザ・ナイトを受賞した。
2020年3月14日、UFC Fight Night: Lee vs. Oliveiraでライト級ランキング8位のケビン・リーと対戦し、ギロチンチョークで3R一本勝ち。パフォーマンス・オブ・ザ・ナイトを受賞した。
2020年12月12日、UFC 256でライト級ランキング3位のトニー・ファーガソンと対戦し、グラウンドの攻防で終始圧倒して3-0の判定勝ち。

#### UFC世界王座獲得
2021年5月15日、UFC 262のUFC世界ライト級王座決定戦でライト級ランキング4位の元Bellator世界ライト級王者マイケル・チャンドラーと対戦。1Rに右ストレートを効かされパウンドで追い詰められるが、2R序盤に左フックでダウンを奪い、立ち上がったチャンドラーに追撃の左フックで再びダウンを奪いパウンドでTKO勝ち。UFC史上最長となる28戦目で王座獲得に成功し、パフォーマンス・オブ・ザ・ナイトを受賞した。また、この勝利によりUFC史上最多フィニッシュ勝利記録（17勝）を更新した。
2021年12月11日、UFC 269のUFC世界ライト級タイトルマッチでライト級ランキング1位の挑戦者ダスティン・ポイエーと対戦。1Rに右フックでダウンを奪われるも、2Rをグラウンドで圧倒し、3Rにクリンチからバックを奪いリアネイキドチョークで一本勝ち。王座の初防衛に成功し、パフォーマンス・オブ・ザ・ナイトを受賞した。

#### 世界王座剥奪
2022年5月7日、UFC 274のUFC世界ライト級タイトルマッチでライト級ランキング1位のジャスティン・ゲイジーと対戦。開始早々に右アッパーでダウンを奪われるも、右ストレートでダウンを奪い返しリアネイキドチョークで1R一本勝ち。この試合は、オリベイラがライト級タイトルマッチのリミット体重から0.5ポンド体重超過したため王座を剥奪され、ゲイジーが勝利した場合にのみ王座獲得の権利が与えられることとなった。なお、王者が体重超過により王座を剥奪されたのはUFC史上初のケースである。
しかし、このオリベイラの体重超過は、UFC 274に出場した他の選手達からも体重計の問題を指摘する声が続出するなど物議を醸した。公式計量の前夜から公式計量当日朝までの予備計量には、アリゾナ州アスレチックコミッションが用意した公式計量用の体重計ではなく、UFCが用意した予備計量用の体重計が使用されたが、この予備計量用の体重計に問題があった可能性が指摘されており、UFC規制担当副社長のマーク・ラトナーは「何の証拠もないが、一部の選手がポンド表示からキロ表示に変え、それが体重計を狂わせた可能性がある」と言及し、UFC代表のダナ・ホワイトも対策として今後は予備計量用の体重計に監視員を配置すると述べた。また、王座の剥奪はUFCによって決められたが、ダニエル・コーミエ、ジュニオール・ドス・サントス、グローバー・テイシェイラなどが、体重計の問題はUFCにも責任があるにもかかわらず、ノンタイトル戦で許容される範囲である0.5ポンド程度の体重超過で王座を剥奪したのはやりすぎであると批判した。
2022年10月22日、UFC 280のUFC世界ライト級王座決定戦でライト級ランキング4位のイスラム・マカチェフと対戦。2Rに飛び膝蹴りを放った際にカウンターの右フックでダウンを奪われ、肩固めで一本負け。王座獲得に失敗し、約4年10カ月ぶりの黒星となった。
2023年6月10日、UFC 289でライト級ランキング4位のベニール・ダリウシュと対戦し、パウンドで1RTKO勝ち。パフォーマンス・オブ・ザ・ナイトを受賞し、これまで1位タイで並んでいたドナルド・セラーニを抜いて最多ファイトボーナス受賞記録を更新した。
2024年4月13日、UFC 300でライト級ランキング4位のアルマン・ツァルキヤンと対戦し、1-2の判定負け。
2024年11月16日、UFC 309でライト級ランキング7位のマイケル・チャンドラーと3年6カ月ぶりに再戦。スタンドでプレッシャーをかけ続け、グラウンドで終始圧倒し、5Rに右ストレートを効かされたものの3-0の5R判定勝ち。ファイト・オブ・ザ・ナイトを受賞した。なお、オリベイラがキャリアで3Rを超えたのは、この試合が初となった。

## 人物・エピソード
- ポルトガル語のスラングで貧民街を意味する「ドゥ・ブロンクス」（Do Bronx、ニューヨーク州のブロンクス区に由来）のニックネームを持つ[2]。
- UFCにおける最多フィニッシュ勝利記録「20勝」、最多一本勝利記録「16勝」、最多パフォーマンス・オブ・ザ・ナイト獲得記録「13回」、最多ファイトボーナス獲得記録「20回」を保持している[39]。
- 近視で以前はメガネをかけていたが、2022年10月に目の矯正手術を受けた。
- 慈善活動に熱心で、故郷であるサンパウロ州グアルジャに、恵まれない子供たちへ無料で格闘技を教えている非営利団体「チャールズ・オリベイラ・インスティテュート」（Charles Oliveira Institute）を設立している。UFCで対戦したダスティン・ポイエーが2022年4月にチャールズ・オリベイラ・インスティテュートへ2万ドルを寄付している[40][41]。
- 2020年12月24日、サンパウロ州グアルジャのファヴェーラ（貧民街）に約500食分の食料を寄付し、SNSで寄付の呼びかけを行った[42]。
- 妻との間に娘がおり、左胸には娘のタトゥーを入れている[43]。

## 戦績

### 総合格闘技
| 総合格闘技 戦績 | 総合格闘技 戦績 | 総合格闘技 戦績 | 総合格闘技 戦績 | 総合格闘技 戦績 | 総合格闘技 戦績 | 総合格闘技 戦績 |
| --------------- | --------------- | --------------- | --------------- | --------------- | --------------- | --------------- |
| 47 試合         | (T)KO           | 一本            | 判定            | その他          | 引き分け        | 無効試合        |
| 35 勝           | 10              | 21              | 4               | 0               | 0               | 1               |
| 11 敗           | 5               | 4               | 2               | 0               | 0               | 1               |

| 勝敗 | 対戦相手                   | 試合結果                                     | 大会名                                                                   | 開催年月日     |
|      | ラファエル・フィジエフ     |                                              | UFC Fight Night: Oliveira vs. Fiziev                                     | 2025年10月11日 |
| ×    | イリア・トプリア           | 1R 2:27 KO（右ストレート&左フック→パウンド） | UFC 317: Topuria vs. Oliveira 【UFC世界ライト級王座決定戦】              | 2025年6月28日  |
| ○    | マイケル・チャンドラー     | 5分5R終了 判定3-0                            | UFC 309: Jones vs. Miocic                                                | 2024年11月16日 |
| ×    | アルマン・ツァルキヤン     | 5分3R終了 判定1-2                            | UFC 300: Pereira vs. Hill                                                | 2024年4月13日  |
| ○    | ベニール・ダリウシュ       | 1R 4:10 TKO（パウンド）                      | UFC 289: Nunes vs. Aldana                                                | 2023年6月10日  |
| ×    | イスラム・マカチェフ       | 2R 3:16 肩固め                               | UFC 280: Oliveira vs. Makhachev 【UFC世界ライト級王座決定戦】            | 2022年10月22日 |
| ○    | ジャスティン・ゲイジー     | 1R 3:22 リアネイキドチョーク                 | UFC 274: Oliveira vs. Gaethje 【UFC世界ライト級タイトルマッチ】          | 2022年5月7日   |
| ○    | ダスティン・ポイエー       | 3R 1:02 リアネイキドチョーク                 | UFC 269: Oliveira vs. Poirier 【UFC世界ライト級タイトルマッチ】          | 2021年12月11日 |
| ○    | マイケル・チャンドラー     | 2R 0:19 TKO（左フック→パウンド）             | UFC 262: Oliveira vs. Chandler 【UFC世界ライト級王座決定戦】             | 2021年5月15日  |
| ○    | トニー・ファーガソン       | 5分3R終了 判定3-0                            | UFC 256: Figueiredo vs. Moreno                                           | 2020年12月12日 |
| ○    | ケビン・リー               | 3R 0:28 ギロチンチョーク                     | UFC Fight Night: Lee vs. Oliveira                                        | 2020年3月14日  |
| ○    | ジャレッド・ゴードン       | 1R 1:26 KO（右アッパー→パウンド）            | UFC Fight Night: Błachowicz vs. Jacaré                                   | 2019年11月16日 |
| ○    | ニック・レンツ             | 2R 2:11 TKO（右ストレート→パウンド）         | UFC Fight Night: dos Anjos vs. Lee                                       | 2019年5月18日  |
| ○    | デビッド・テイマー         | 2R 0:55 アナコンダチョーク                   | UFC Fight Night: Assunção vs. Moraes 2                                   | 2019年2月2日   |
| ○    | ジム・ミラー               | 1R 1:15 リアネイキドチョーク                 | UFC on FOX 31: Lee vs. Iaquinta 2                                        | 2018年12月15日 |
| ○    | クリストス・ジアゴス       | 2R 3:22 リアネイキドチョーク                 | UFC Fight Night: Santos vs. Anders                                       | 2018年9月22日  |
| ○    | クレイ・グイダ             | 1R 2:18 ギロチンチョーク                     | UFC 225: Whittaker vs. Romero 2                                          | 2018年6月9日   |
| ×    | ポール・フェルダー         | 2R 4:06 TKO（グランドの肘打ち連打）          | UFC 218: Holloway vs. Aldo 2                                             | 2017年12月2日  |
| ○    | ウィル・ブルックス         | 1R 2:30 リアネイキドチョーク                 | UFC 210: Cormier vs. Johnson 2                                           | 2017年4月8日   |
| ×    | リカルド・ラマス           | 2R 2:13 ギロチンチョーク                     | UFC Fight Night: dos Anjos vs. Ferguson                                  | 2016年11月5日  |
| ×    | アンソニー・ペティス       | 3R 1:49 ギロチンチョーク                     | UFC on FOX 21: Maia vs. Condit                                           | 2016年8月27日  |
| ○    | マイルズ・ジュリー         | 1R 3:05 ギロチンチョーク                     | UFC on FOX 17: dos Anjos vs. Cowboy 2                                    | 2015年12月19日 |
| ×    | マックス・ホロウェイ       | 1R 1:39 TKO（食道の負傷）                    | UFC Fight Night: Holloway vs. Oliveira                                   | 2015年8月23日  |
| ○    | ニック・レンツ             | 3R 1:10 ギロチンチョーク                     | UFC Fight Night: Condit vs. Alves                                        | 2015年5月30日  |
| ○    | ジェレミー・スティーブンス | 5分3R終了 判定3-0                            | The Ultimate Fighter 20 Finale                                           | 2014年12月12日 |
| ○    | 日沖発                     | 2R 4:32 モディファイド・アナコンダ           | UFC Fight Night: Te Huna vs. Marquardt                                   | 2014年6月28日  |
| ○    | アンディ・オーグル         | 3R 2:40 三角絞め                             | UFC Fight Night: Machida vs. Mousasi                                     | 2014年2月15日  |
| ×    | フランク・エドガー         | 5分3R終了 判定0-3                            | UFC 162: Silva vs. Weidman                                               | 2013年7月6日   |
| ×    | カブ・スワンソン           | 1R 2:40 KO（右フック）                       | UFC 152: Jones vs. Belfort                                               | 2012年9月22日  |
| ○    | ジョナサン・ブルッキンズ   | 2R 2:42 ギロチンチョーク                     | The Ultimate Fighter 15 Finale                                           | 2012年6月1日   |
| ○    | エリック・ワイズリー       | 1R 1:43 カーフスライサー                     | UFC on FOX 2: Evans vs. Davis                                            | 2012年1月28日  |
| ×    | ドナルド・セラーニ         | 1R 3:01 TKO（パウンド）                      | UFC Live: Hardy vs. Lytle                                                | 2011年8月14日  |
| －   | ニック・レンツ             | 2R 1:48 ノーコンテスト（反則）               | UFC Live: Kongo vs. Barry                                                | 2011年6月26日  |
| ×    | ジム・ミラー               | 1R 1:59 膝十字固め                           | UFC 124: St-Pierre vs. Koscheck 2                                        | 2010年12月11日 |
| ○    | エフレイン・エスクデロ     | 3R 2:25 リアネイキドチョーク                 | UFC Fight Night: Marquardt vs. Palhares                                  | 2010年9月15日  |
| ○    | ダレン・エルキンス         | 1R 0:41 腕ひしぎ十字固め                     | UFC Live: Jones vs. Matyushenko                                          | 2010年8月1日   |
| ○    | ジエゴ・バタグリア         | 1R KO（スラム）                              | Warriors Challenge 5                                                     | 2010年2月14日  |
| ○    | ホゼニウド・ホシャ         | 1R 1:21 リアネイキドチョーク                 | Warriors Challenge 5                                                     | 2010年2月14日  |
| ○    | エドゥアルド・パシュ       | 5分3R終了 判定2-1                            | Eagle Fighting Championship                                              | 2009年9月26日  |
| ○    | アレッシャンドリ・ベゼハ   | 2R 1:11 アナコンダチョーク                   | First Class Fight 3                                                      | 2009年9月18日  |
| ○    | ドム・スタンコ             | 1R 3:33 リアネイキドチョーク                 | Ring of Combat 24 【USKBA東海岸ライト級王座決定戦】                      | 2009年4月17日  |
| ○    | カルロス・ソアレス         | 1R 2:48 トライアングルアームバー             | Jungle Fight 12: Warriors                                                | 2009年3月21日  |
| ○    | エリエネ・シウバ           | 2R TKO（パンチ連打）                         | Korea Fight 1 【決勝】                                                   | 2008年12月29日 |
| ○    | ダニエウ・フェルナンジス   | KO                                           | Korea Fight 1 【1回戦】                                                  | 2008年12月29日 |
| ○    | メディ・バグダッド         | 1R TKO（パンチ連打）                         | Kawai Arena 1                                                            | 2008年12月13日 |
| ○    | ジエゴ・ブラガ             | 1R 2:30 TKO（パンチ連打）                    | Predador FC 9: Welterweight Grand Prix 【ウェルター級グランプリ 決勝】   | 2008年3月15日  |
| ○    | ヴィスカルジ・アンドラージ | 2R 2:47 TKO（パンチ連打）                    | Predador FC 9: Welterweight Grand Prix 【ウェルター級グランプリ 準決勝】 | 2008年3月15日  |
| ○    | ジャクソン・ポンテス       | 1R 2:11 リアネイキドチョーク                 | Predador FC 9: Welterweight Grand Prix 【ウェルター級グランプリ 1回戦】  | 2008年3月15日  |

### グラップリング
| 勝敗 | 対戦相手                       | 試合結果         | 大会名                                    | 開催年月日    |
| ×    | セルシーニョ・ヴィニシウス     | ポイント0-8      | Arzalet Fighting 1                        | 2017年2月11日 |
| ×    | ホベルト・サトシ・ソウザ       | 判定（ポイント） | CBJJ 【ジュニアクラストーナメント 青帯 】 | 2007年?月?日  |
| ○    | ロヴェンス・ブルフェルタ       | 一本勝ち         | CBJJ 【ジュニアクラストーナメント 青帯 】 | 2006年?月?日  |
| ×    | ホベルト・サトシ・ソウザ       | 一本負け         | CBJJ open Sao Paulo                       | 2006年?月?日  |
| ○    | エディ・アルバレス             | 判定（ポイント） | CBJJ open NewYork                         | 2006年?月?日  |
| ○    | ジュニオール・ドス・カンジョス | 一本勝ち         | CBJJ open Sao Paulo                       | 2006年?月?日  |

## 獲得タイトル
- Predador FCウェルター級グランプリ 優勝（2008年）
- Korea Fight 1 優勝（2008年）
- USKBA東海岸ライト級王座（2009年）
- 第10代UFC世界ライト級王座（2021年）

## 表彰
- UFC
  - UFC ファイト・オブ・ザ・ナイト（4回）
  - UFC パフォーマンス・オブ・ザ・ナイト（13回）
  - UFC サブミッション・オブ・ザ・ナイト（3回）
  - UFC サブミッション・オブ・ザ・イヤー（2014年/日沖発戦）
  - フォレスト・グリフィン・コミュニティ賞（2025年）
- World MMA Awards
  - カムバック・オブ・ザ・イヤー（2021年/マイケル・チャンドラー戦）
  - サブミッション・オブ・ザ・イヤー（2022年/ダスティン・ポイエー戦）
- ESPY賞 ファイター・オブ・ザ・イヤー（2022年）
- ESPN サブミッション・オブ・ザ・イヤー（2022年/ジャスティン・ゲイジー戦）
- SHERDOG
  - サブミッション・オブ・ザ・イヤー（2014年/日沖発戦）
  - ファイター・オブ・ザ・イヤー（2021年）

## ペイ・パー・ビュー販売件数
| 開催年月日     | イベント                                                   | 販売件数 | 備考         |
| -------------- | ---------------------------------------------------------- | -------- | ------------ |
| 2021年5月15日  | UFC 262: チャールズ・オリベイラ vs. マイケル・チャンドラー | 30万件   | ESPN+ 米国内 |
| 2021年12月11日 | UFC 269: チャールズ・オリベイラ vs. ダスティン・ポイエー   | 50万件   | ESPN+        |
| 2022年5月7日   | UFC 274: チャールズ・オリベイラ vs. ジャスティン・ゲイジー | 40万件   | ESPN+ 米国内 |
| 2022年10月22日 | UFC 280: チャールズ・オリベイラ vs. イスラム・マカチェフ   | 65万件   | ESPN+        |